# Provinz Cienfuegos
| Cienfuegos         | Cienfuegos     |
| ------------------ | -------------- |
| Karte              |                |
| Hauptstadt         | Cienfuegos     |
| Fläche             | 4.188,61 km²   |
| Einwohner          | 404.228 (2012) |
| Bevölkerungsdichte | 96,5 EW/km²    |
| ISO-Code           | CU-06          |

Cienfuegos ist eine Provinz in Zentral-Kuba. Ihre Hauptstadt ist die gleichnamige Stadt Cienfuegos.

## Geschichte
Die Provinz Cienfuegos entstand durch die Verwaltungsreform von 1976, im Zuge derer die vormalige Provinz Las Villas aufgelöst wurde, die zusätzlich noch das Gebiet der neu gebildeten Provinzen Villa Clara und Sancti Spíritus umfasst hatte.

## Geografie

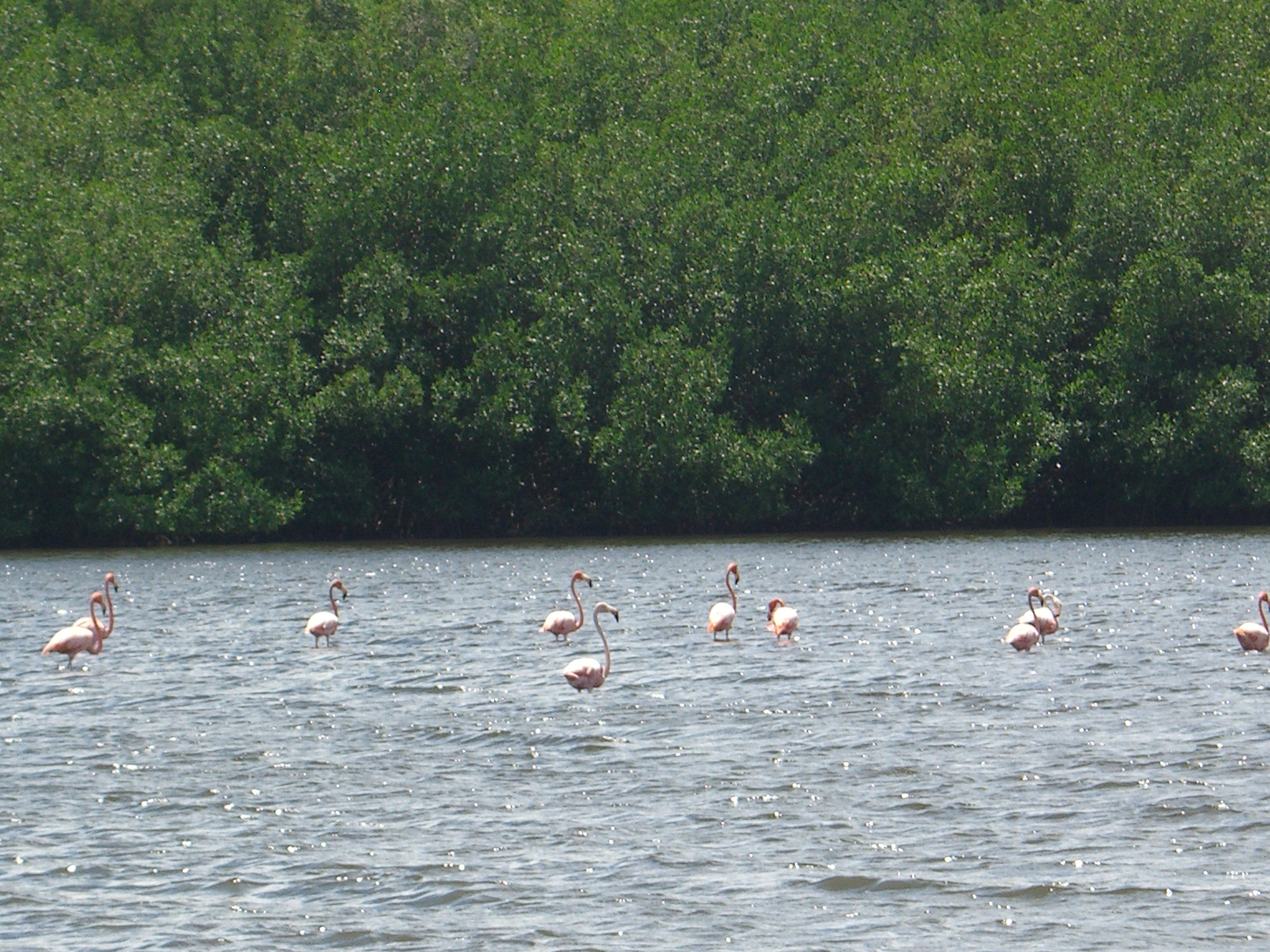
Flamingos in der Guanaroca-Lagune

Die Provinz Cienfuegos hat eine Gesamtfläche von 4188,61 km². Im Norden und Westen grenzt sie an die Nachbarprovinzen Villa Clara und Sancti Spíritus. Die Karibik schließt sich im Süden an, die Provinz Matanzas im Osten.

## Verwaltungsgliederung
Die Provinz Cienfuegos  gliedert sich in 8 Municipios. Die Verwaltungssitze sind in den gleichnamigen Städten beheimatet.
| Municipio (Verwaltungssitz)               | Fläche in km² (2010) | Einwohner (2010) | Einwohner pro km² (2010) |
| ----------------------------------------- | -------------------- | ---------------- | ------------------------ |
| Abreus (Abreus)                           | 579,09               | 31.467           | 54,3                     |
| Aguada de Pasajeros (Aguada de Pasajeros) | 655,57               | 32.092           | 49,0                     |
| Cienfuegos (Cienfuegos)                   | 355,63               | 172.013          | 483,7                    |
| Cruces (Cruces)                           | 193,35               | 31.802           | 164,5                    |
| Cumanayagua (Cumanayagua)                 | 1.089,25             | 50.953           | 46,8                     |
| Lajas (Lajas)                             | 432,65               | 22.171           | 51,2                     |
| Palmira (Palmira)                         | 310,36               | 33.145           | 106,8                    |
| Rodas (Rodas)                             | 572,71               | 33.546           | 58,6                     |
| Gesamt                                    | 4.188,61             | 407.189          | 97,2                     |

## Wirtschaft
Die Zuckerproduktion ist der wirtschaftlich bedeutendste Industriezweig der Provinz. In der Provinzhauptstadt liegt infolgedessen auch Kubas größter Zuckerexporthafen. Überdies ist auch die Krabbenfischerei für die Region von hoher wirtschaftlicher Bedeutung.